# Circolo del Tennis del Foro Italico
Il Circolo del Tennis del Foro Italico è un impianto sportivo di Roma, che comprende 8 campi da tennis, in terra rossa, ubicato nel complesso sportivo del Foro Italico. L'impianto, utilizzato annualmente per gli Internazionali d'Italia, è spesso definito come "campi secondari".

## Storia

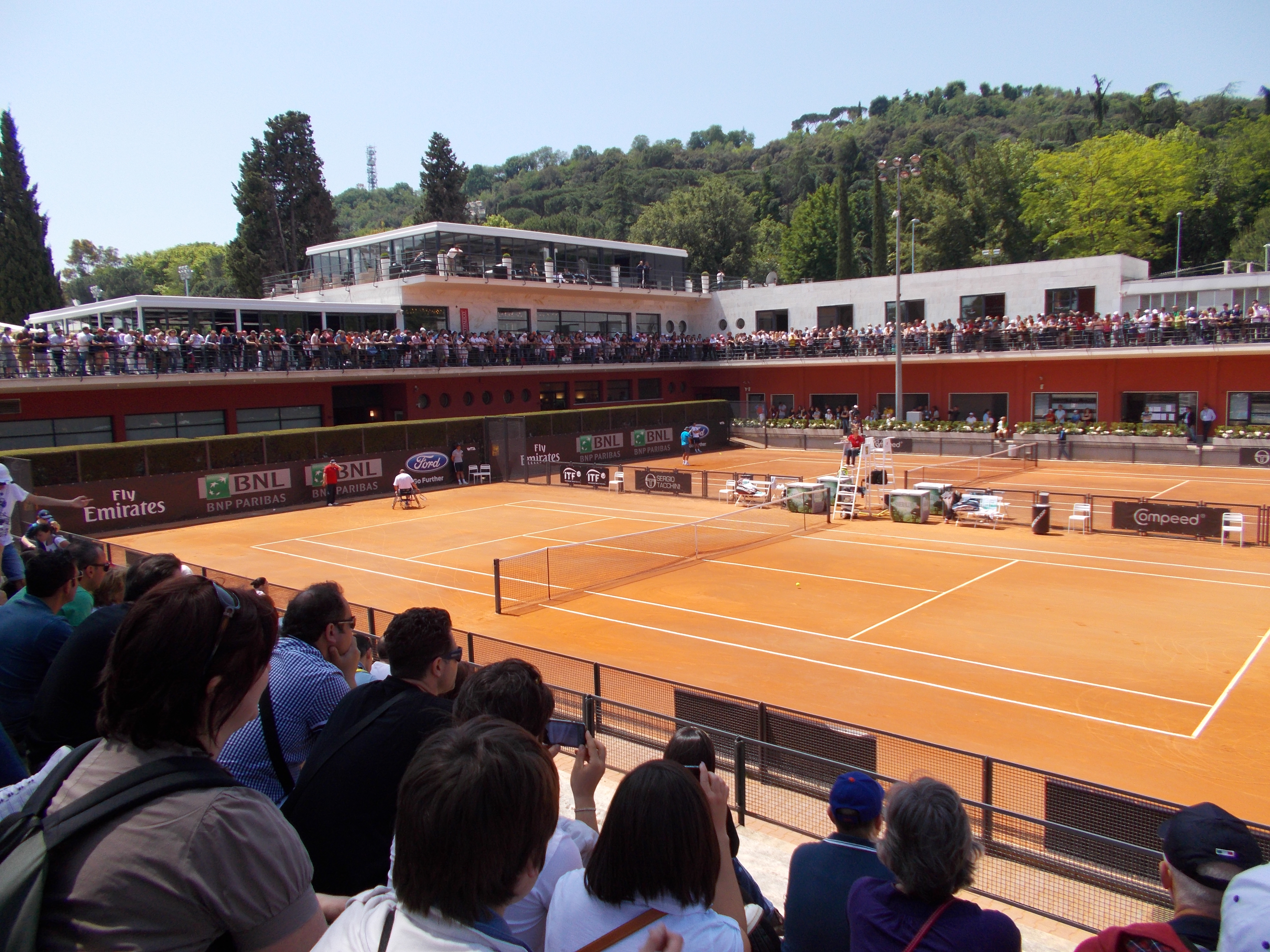
Il circolo e i "campi secondari".

Dal 17 al 23 maggio 2010 l'impianto fu teatro del "Foro Italico Beach Volley Grand Slam", torneo del circuito World tour di beach volley, con riconversione temporanea dei campi da tennis in campi di sabbia. Gli stessi impianti furono nuovamente sede di tappe del World tour di beach volley, con il "Roma Grand Slam", disputati dal 12 al 17 giugno del 2012 e dal 18 al 23 giugno 2023.
Negli anni 2010, la Capitale espresse un paio di volte l'interesse ad ospitare nuovamente i Giochi olimpici dopo il 1960, con candidature ufficiali per le edizioni del 2020 e del 2024, ritirandosi tuttavia nelle prime fasi in entrambe le occasioni; il dossier redatto dal comitato promotore per il 2020 inserì i campi secondari tra i siti olimpici, con la proposta di riconvertirli temporaneamente in un impianto per i tuffi.
Dal 4 all'8 settembre del 2019 l'impianto ospitò le finali del World tour di beach volley, trasformando ancora una volta, temporaneamente per l'evento, i campi da tennis in terra rossa in campi da sabbia per il beach volley.
Nell'agosto del 2022 il circolo ospitò, all'interno dei Campionati europei di nuoto svolti al Foro Italico, le competizioni di tuffi dalle grandi altezze, grazie una piscina temporanea di 17x17 metri, con una profondità di 6 metri, e una torre dei tuffi alta 30 metri, realizzate appositamente per l'evento al posto dei campi da tennis 1 e 2.

## Struttura
Il circolo è composto da 6 campi da tennis regolamentari, scoperti e in terra rossa, realizzati al di sotto del livello stradale del complesso del Foro Italico e dotati di tribune scoperte per una capienza di 6.000 spettatori, ai quali si aggiungono ulteriori 2 campi di allenamento esterni all'impianto. Completano la struttura un edificio nel quale vi sono gli spogliatoi, una palestra, la club house e una terrazza, che ospita la FIT Lounge in concomitanza degli Internazionali d'Italia.

## Eventi ospitati
- Internazionali d'Italia di tennis, dal 1935;